# Weyler förlag
Weyler förlag är ett svenskt bokförlag grundat 2007 av förläggaren, författaren och journalisten Svante Weyler.  Förlaget har bland andra publicerat Jón Kalman Stefánsson, Marlene van Niekerk, Alain Mabanckou, Merethe Lindstrøm, Kjell Johansson, Maciej Zaremba, Tomas Bannerhed, Hilary Mantel, Björn af Kleen, Cordelia Edvardson, Kristian Petri, Juli Zeh, Annika Norlin, Imre Kertész och Ia Genberg. 2015 blev Weyler förlag uppköpta av Natur & Kultur 